# Jardines de Ca n'Altimira
Los jardines de Ca n'Altimira se encuentran en el distrito de Sarriá-San Gervasio de Barcelona. Originarios del siglo XIX, fueron remodelados en 1991 con un proyecto de María Luisa Aguado.

## Historia
El origen de estos jardines se sitúa en la finca homónima, propiedad del doctor Josep Altimira, en la época en que San Gervasio de Cassolas era un pueblo que aún no había sido agregado a Barcelona. A la muerte del doctor la finca pasó a ser propiedad de las Misioneras de la Inmaculada Concepción, que convirtieron el edificio en un colegio. Una parte del jardín fue edificada, perdiéndose una alberca con cuatro esculturas y un templete en medio. En los años 1980 pasó a titularidad pública, y gracias a un plan especial de protección medioambiental se salvó de la especulación inmobiliaria. Los jardines fueron abiertos al público en 1991 tras una remodelación efectuada por María Luisa Aguado.

## Descripción

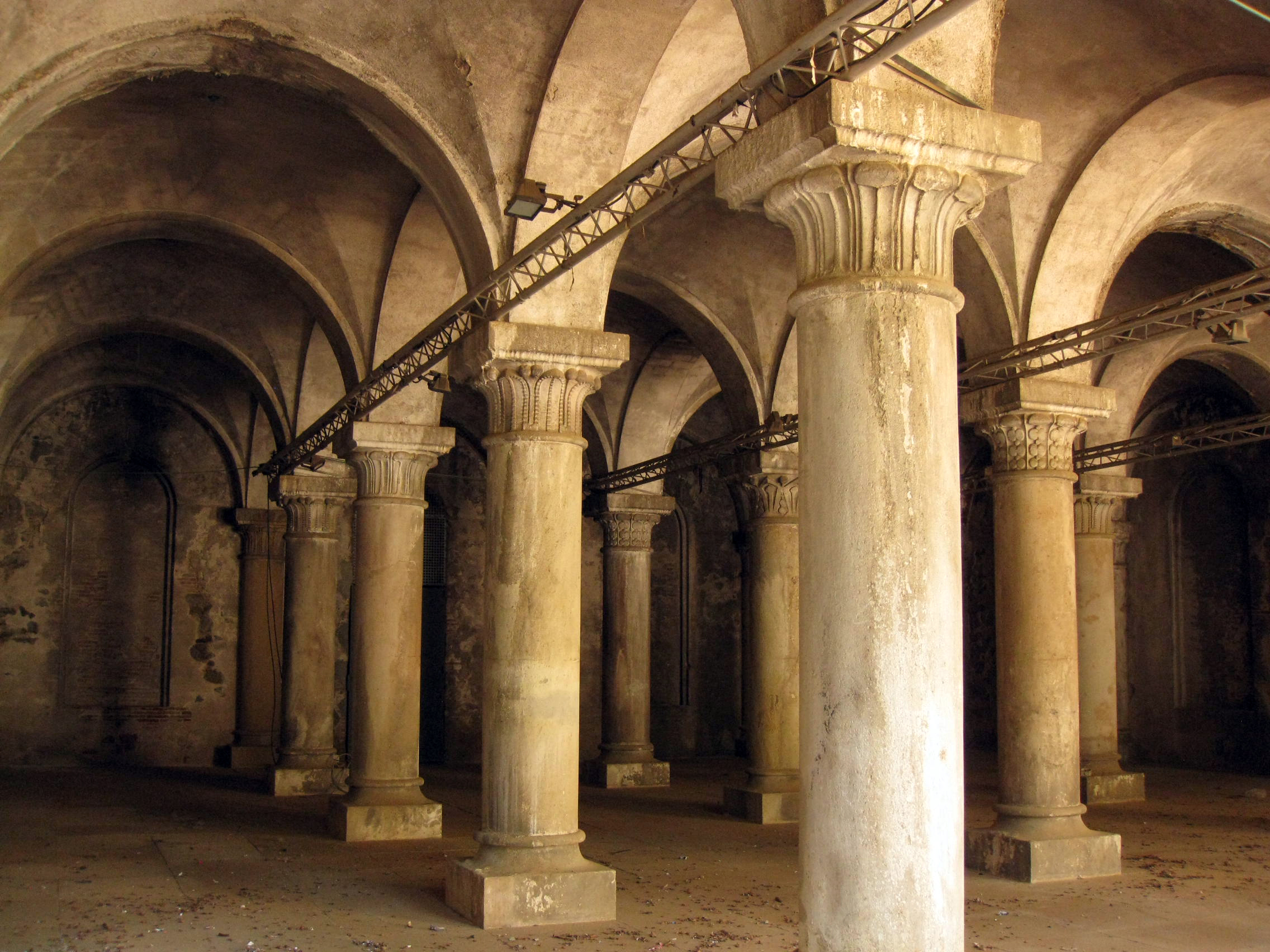
Sala hipóstila.

Tras el acceso por la entrada principal de la calle Mandri el jardín se muestra exuberante de vegetación, especialmente por la presencia imponente de los pinos carrascos. Un camino escalonado desciende a un nivel inferior, donde hay una plaza de sablón con una fuente y, al fondo, una sala hipóstila, cubierta antiguamente por arbolado y hoy en día por una cancha de baloncesto. Esta zona tenía originalmente grutas y galerías de agua navegables, que lamentablemente se han perdido. Ambos niveles están comunicados por dos puentes, uno de piedra y otro de hierro. En la parte superior del jardín hay un área infantil.

## Vegetación
Entre las especies presentes en el parque se hallan: el pino blanco o carrasco (Pinus halepensis), el almez (Celtis australis), el pino piñonero (Pinus pinea), el cedro del Atlas (Cedrus atlantica), el olmo (Ulmus pumila), la acacia (Robinia pseudoacacia). De plantación más reciente, la sófora (Sophora secundiflora), el ciruelo (Prunus cerasifera "Atropurpurea") y el árbol botella (Brachychiton populneus).